# Католицька народна партія
Католицька народна партія (нід. Katholieke Volkspartij, KVP) — нідерландська християнсько-демократична політична партія у 1945—1991 роках. Є одним із попередників партії Християнсько-демократичний заклик. Під час всього свого існування, партія була представлена в уряді.

## Історія
Католицька народна партія була заснована 22 грудня 1945 року. Вона була наступницею довоєнної Римо-католицької політичної партії, але на відміну від неї була відкрита для людей всіх конфесій, хоча партією підтримували в основному католики. Партія прийняла прогресивніший курс ніж її попередниця.
На виборах 1946 партія отримала третину голосів, і сформувати урядову коаліцію з нещодавно заснованою соціал-демократичною Партією праці (PvdA). Кабінет був орієнтований на відновлення нідерландського суспільства і економіки після зруйнування під час Другої світової війни і надання незалежності нідерландській колонії Індонезії. Останній пункт викликав розкол в KVP і у 1948 році невелика група католиків відкололася та створила Католицьку національну партію (КНП), що була проти деколонізації Індонезії і співробітництва між католиками і соціал-демократами. Під тиском католицької церкви дві партії об'єдналися знову у 1955 році.
У період з 1958 року по 1965 рік KVP була на піку своєї могутності. Вона була провідною силою у всіх урядах і всі прем'єр-міністри були її представниками.
Період 1965-1980 є періодом занепаду, кризи та інакомислення для KVP. Частка голосів, поданих за KVP почала знижуватися після 1966 року. На виборах 1967 року KVP втратила 15 % своїх голосів і 8 місць.
У 1967 році почалися переговори з питання про створення блоку між KVP, Християнсько-історичним союзом та Антиреволюційною партією. Було сформовано коаліційний уряд з представників цих партій, що очолив Піт де Йонг. У 1974 році була заснована федерація, що називалася Християнсько-демократичний заклик. У 1980 році на базі федерації було створено політичну партію.